# Каирский пожар
Каирский пожар (араб. حريق القاهرة‎), также известный как Чёрная суббота, был серией беспорядков, произошедших 26 января 1952 года, ознаменованных поджогом и разграблением около 750 зданий — розничных магазинов, кафе, кинотеатров, отелей, ресторанов, театров, ночных клубов и городской оперный театр — в центральном Каире. Прямым триггером беспорядков стало убийство британскими оккупационными войсками 50 египетских вспомогательных полицейских в городе Исмаилия днём ранее. Спонтанные антибританские протесты, последовавшие за этими смертями, были быстро подхвачены организованными элементами в толпе, которые сожгли и разграбили большие участки Каира в условиях необъяснимого отсутствия сил безопасности. Некоторые полагают, что огонь ознаменовал конец Королевства Египет. Виновные в пожаре в Каире остаются неизвестными по сей день, и правда об этом важном событии в современной истории Египта ещё не установлена.
Беспорядки, постигшие Каир во время пожара 1952 года, нередко сравнивают с хаосом, который последовал за антиправительственными протестами 25 января 2011 года, когда демонстрации прошли на фоне массовых поджогов и грабежей, необъяснимого отхода полиции и организованных побегов из тюрем.

## Предыстория
В 1952 году британская оккупация Египта приближалась к 70-летию, но ограничивалась зоной Суэцкого канала. Утром 25 января 1952 года британский командующий бригадный генерал Кеннет Экхэм вынес предупреждение египетским полицейским в Исмаилии, требуя, чтобы они сложили оружие и полностью покинули зону канала. Тем самым англичане стремились избавиться от единственного проявления египетской государственной власти в зоне канала. Они также хотели прекратить помощь, которую полиция оказывала антибританским группам федаинов. Мухафаза Исмаилия отклонила британский запрос, отказ, который повторил министр внутренних дел Фуад Серагеддин. В результате 7000 британских солдат, вооружённых пулемётами, танками и бронёй, окружили здание мухафазы и её казармы, в которых находилось около 700 египетских офицеров и солдат. Вооружённые только винтовками, египтяне отказались сдать оружие. Таким образом, британский командующий приказал своим войскам бомбардировать здания. Сильно меньше численностью, египтяне продолжали сражаться, пока у них не закончились боеприпасы. В результате двухчасового противостояния 50 египтян погибли и 80 получили ранения. Остальные были взяты в плен.

## События
На следующий день известия о нападении в Исмаилии достигли Каира, вызвав гнев египтян. Беспорядки начались в аэропорту Алмаза, когда рабочие отказались обслуживать четыре британских самолёта. За этим последовал мятеж полицейских в казармах Аббасии, которые хотели выразить свою солидарность со своими погибшими и пленными коллегами в Исмаилии. Затем протестующие направились к зданию университета, где к ним присоединились студенты. Вместе они направились к кабинету премьер-министра, чтобы потребовать, чтобы Египет разорвал дипломатические отношения с Великобританией и объявил ей войну. Абдул Фаттах Хасан, министр социальных дел, сказал им, что вафдистское правительство хотело сделать это, но столкнулось с сопротивлением со стороны короля Фарука I. В результате протестующие направились во дворец Абдин, где к ним присоединились студенты из Аль-Азхара. Толпа выразила недовольство королём, его партизанами и британцами.
Первый акт поджога произошел на Оперной площади, когда было сожжено казино Opera. Огонь распространился на отель Shepheard's, автомобильный клуб, Barclays Bank, а также другие магазины, корпоративные офисы, кинотеатры, отели и банки. Подпитываемая антибританскими и антизападными настроениями, толпа сосредоточилась на британской собственности и заведениях с иностранными связями, а также на зданиях, обычно связываемых с западным влиянием. Целью стали ночные клубы и другие заведения, которые часто посещал король Фарук I. Пожары также достигли кварталов Фаггала, Эз-Захир, Каирской цитадели, а также площади Тахрир и площади Каирского вокзала. Из-за царившего хаоса происходили кражи и грабежи, пока египетская армия не прибыла незадолго до заката и не смогла восстановить порядок. Армия была предупреждена с опозданием, после того как большая часть повреждений уже произошла.

## Ущерб
Большая часть разрушений, масштабы которых никто не мог предвидеть, произошли с 12:30 до 23:00. Британской и зарубежной собственности был нанесён ущерб в размере 3,4 миллиона фунтов стерлингов. Было разрушено около 300 магазинов, в том числе некоторые из самых известных универмагов Египта, такие как Cicurel, Omar Effendi и Salon Vert. В подсчёт ущерба также вошли 30 корпоративных офисов, 13 отелей (среди которых Shepheard's, Metropolitan и Victoria), 40 кинотеатров (включая Rivoli, Radio, Metro, Diana и Miami), восемь автосалонов, 10 магазинов огнестрельного оружия, 73 кафе и ресторана (включая Groppi's), 92 бара и 16 общественных клубов. Что касается человеческих жертв, 26 человек погибли и 552 получили травмы, такие как ожоги и переломы костей (включая 9 британцев). Среди погибших был 82-летний математик Джеймс Айрлэнд Крейг, который разработал ретроазимутальную проекцию Крейга, чтобы позволить мусульманам найти киблу, направление на Мекку. Тысячи рабочих были перемещены из-за разрушения этих предприятий.

## Последствия
События рассматривались в то время как свидетельство неспособности египетского правительства поддерживать порядок. Они чуть не вызвали новую британскую военную оккупацию, хотя этого исхода удалось предотвратить благодаря восстановлению порядка египетской армией. Премьер-министр Мустафа эль-Наххас первоначально подал в отставку, но отставка была отклонена королём Фаруком I. Вафдистское правительство Эль-Наххаса и король обвиняли друг друга в том, что они не призвали войска раньше. Совет министров ввёл военное положение по всей стране и приказал закрыть школы и университеты. Эль-Наххас был назначен военным главнокомандующим и объявил комендантский час в Каире и Гизе с 18:00 до 6:00. Он также издал приказ о запрете публичных собраний пяти или более человек, правонарушителям грозит тюремное заключение.
Когда произошли беспорядки, король проводил банкет во дворце Абдин для почти 2000 офицеров. Банкет был организован в честь дня рождения его сына Ахмеда Фуада. На следующий день король отправил в отставку вафдистское правительство, что немного ослабило напряжённость в отношениях с Британией. Однако серия недолговечных кабинетов министров, которые он назначил впоследствии, не смогла восстановить доверие общества к монархии. Возникшая в результате политическая и внутренняя нестабильность в течение последующих шести месяцев была одним из факторов, проложивших путь египетской революции 1952 года. Каирский пожар подтолкнул Свободных офицеров к тому, чтобы перенести дату запланированного переворота, который произошёл 23 июля 1952 года. Переворот привёл к насильственному отречению Фарука I и отмене монархии год спустя. Это также поспособствовало возобновлению антибританских боевых действий, которые привели к подписанию англо-египетского соглашения об эвакуации 1954 года. Последний британский солдат, дислоцированный в Египте, покинул страну 18 июня 1956 года.

## Теории заговора
Во время беспорядков никто не был арестован. Вероятно, в толпе были организованные элементы, как левые, так и правые. Согласно официальным источникам, а также очевидцам, беспорядки были спланированы заранее, а группы, ответственные за них, были высококвалифицированными и обученными. Об этом свидетельствовали скорость и точность, с которой совершались поджоги. Преступники были вооружены инструментами, чтобы взламывать закрытые двери, и использовали ацетиленовые печи для плавления стальных барьеров, установленных на окнах и дверях. Они выполнили свой план в рекордно короткие сроки за счёт использования почти 30 автомобилей. Выбор времени также был ещё одним чётким указанием на тщательное планирование поджога. Субботний день был выбран в связи с закрытием офисов и универмагов в выходные дни, а также закрытием кинотеатров после утренних сеансов.
Хотя некоторые политики страны могли быть причастны к первоначальной вспышке насилия, так и не было полностью установлено, кто начал пожар в Каире. Историки до сих пор расходятся во мнениях относительно личности инициаторов беспорядков, что приводит к нескольким теориям заговора. Некоторые считают, что король Фарук I организовал беспорядки, чтобы избавиться от правительства эль-Наххаса. Другие поддерживают идею о том, что англичане спровоцировали хаос, чтобы наказать правительство эль-Наххаса за одностороннее расторжение англо-египетского договора в 1951 году. Альтернативные теории возлагают вину на Братьев-мусульман или Египетскую социалистическую партию, ранее известную как Миср аль-Фатат. Тем не менее, никаких вещественных доказательств, свидетельствующих об изобличении конкретной группы, не появилось. После государственного переворота 23 июля 1952 года было начато расследование обстоятельств пожара в Каире, но не удалось установить настоящих виновных. Таким образом, каирский пожар остаётся неразгаданной загадкой.